# Хуго I (Бургундия)
Хуго I (на френски: Hugues Ier de Bourgogne, Hugo I; * 1057, † 29 август 1093, Клюни) е херцог на Бургундия през 1076 – 1078 г. от Старата Бургундска династия.

## Живот
Хуго е внук и наследник на Роберт I († 21 март 1076) и най-възрастният син на принц Хейнрих Донцел (* 1035, † 1070) и на Сибила (1035 – 1074), дъщеря на граф Беренгар Раймунд I от Барселона.
Той се жени за Сибила (Йоланта) (* 1058; † 1078), дъщеря на граф Вилхелм I от Невер. Когато тя умира през 1078 г., той отива в Испания, където помага на крал Санчо I Арагонски в боевете против маврите и при завладяването на Кралство Навара. След това през ноември или октомври 1079 г. той предава Херцогство Бургундия на своя брат Одо I и се оттегля в манастир Клюни, където умира и е погребан през 1093 г.